# Ariolasoft
Ariolasoft, später United Software, war ein deutscher Hersteller, Publisher und Distributor für Software, vor allem für Video- und Computerspiele in den 1980er- und frühen 1990er-Jahren.

## Unternehmensgeschichte

### Geschäftsbereich der Ariola
Die Ursprünge des späteren Unternehmens liegen im Jahr 1982, als sich der Bertelsmann-Konzern dazu entschied, bei seinem Plattenlabel Ariola eine eigene Abteilung für den Vertrieb von Videospielen einzurichten. Beginnend mit dem Exklusivvertrieb von Atari-VCS-Titeln des amerikanischen Entwicklers und Publishers Activision brachte Ariolasoft ab 1983 zahlreiche Konsolenspiele auf den deutschen Markt. Mit Aufkommen der 8-Bit-Computer, darunter vor allem des Commodore C64, wuchs Ariolasoft schnell auch in den Markt der Computerspiele hinein. Die großen amerikanischen Publisher Electronic Arts und Brøderbund unterhielten zu dieser Zeit noch keine eigenen Niederlassungen in Europa und überließen die Vermarktung ihrer Produkte deshalb einem Anbieter vor Ort, neben anderen auch zunehmend Ariolasoft. Daneben veröffentlichte Ariolasoft im Auftrag von COSMI, Starlight Software, Synapse Software, HESware, Creative Software und anderen.
Im Vertrieb von Software war zu dieser Zeit vor allem das Umverpacken und die Übertragung auf unterschiedliche Speichermedien erforderlich. Neben Diskettenlaufwerken in unterschiedlichen Formaten, vor allem 3½" oder 5¼", setzte eine Vielzahl der Heimcomputer zu dieser Zeit auch noch auf Datasette. Ariolasoft übernahm zum Teil aber auch selbst die Portierung auf andere Plattformen, vor allem auf den im deutschsprachigen Raum als Schneider CPC stark verbreiteten Amstrad CPC oder den Sinclair ZX Spectrum, und förderte eigene Entwickler. Zu den bekanntesten Eigenveröffentlichungen aus dieser Zeit zählen die Handelssimulation Hanse und das Text-Grafik-Adventure „Ooze“.
Über das Computerspielegeschäft hinaus erweiterte das Unternehmen im Sommer 1986 seinen Katalog um Software für Heimanwender wie Printmaster von Brøderbund und die populäre Electronic-Arts-Deluxe-Serie aus Deluxe Paint, Deluxe Print und Deluxe Video für den Commodore Amiga. Ein Spreadsheet-Programm namens Calkit, Bygraph zur Darstellung von grafischen Diagrammen und Newsroom, ein Texteditor, waren in Planung.

### Ariolasoft GmbH

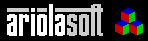
Logo um 1987

Im Jahr 1986 entschied sich Bertelsmann, den Softwarebereich vom Musikgeschäft der Ariola zu trennen und durch Gründung der Ariolasoft GmbH unter dem Geschäftsführer Hans-Joachim Krusche auch rechtlich zu verselbstständigen.
Ende 1986 suchte SEGA nach Distributoren für die zeitgleiche Einführung seines Master Systems in Nordamerika und Europa. Für Deutschland war Ariolasoft das erste Unternehmen, mit dem dazu eine Vereinbarung getroffen wurde. Noch vor Jahresende startete die Kampagne und einige deutsche Zeitschriften erhielten erstmals Gelegenheit, sich die neue Konsole und einige Spiele dafür anzusehen. Bis 1988 liefen die Verkäufe in Deutschland über Ariolasoft jedoch wesentlich schlechter als bei der auf dem britischen Markt sehr erfolgreichen Mastertronic, sodass der Vertrag mit Ariolasoft nicht mehr verlängert wurde.
Im Jahr 1988 lag der Marktanteil in Deutschland bereits bei etwa 45 %. Bis zur Realisierung des Europäischen Binnenmarktes Anfang des Jahres 1993 sollte ein Marktanteil von 70 % erreicht werden. Die Niederlassung Ariolasoft UK, 1984 unter Leitung der ehemaligen CBS-Manager Ashley Gray und Frank Brunger eröffnet, wurde unter Leitung von Willi Carmincke jedoch im Frühjahr 1988 geschlossen. Die Verkaufszahlen lagen auch drei Jahre nach dem Start im Vereinigten Königreich weit unter den Erwartungen und der zukunftsträchtige Markt für 16-Bit-Computer wurde in Deutschland auf die dreifache Größe des englischen geschätzt.
1989 wurde für den Vertrieb eigener Produktionen mit den Entwicklern Ralf Glau, Holger Paulsen und Harald Uenzelmann das Label „Art Edition“ ins Leben gerufen. Im Jahr 1990 war Ariolasoft auf dem bundesdeutschen Markt Marktführer beim Vertrieb von Spielsoftware. Zusammen mit den Konkurrenten Rushware und U.S. Gold deckte man 90 % des Marktes ab.

### United Software GmbH
1990 gab Bertelsmann die Geschäftsbereiche Software und Computerspiele weitgehend auf. Die Ariolasoft GmbH wurde über einen Management-Buyout an ihren Geschäftsführer Hans-Joachim Krusche verkauft. Außerhalb des Bertelsmann-Konzerns durfte der geschützte Markenname Ariola nicht mehr weiter verwendet werden. Das Unternehmen entschied sich daher für eine Umbenennung in United Software GmbH. Damit wollte man die Vielzahl an internationalen Firmen ausdrücken, wie Cinemaware, FTL Games, Grandslam Entertainment, Hewson Consultants, Ocean Software und Sierra Entertainment, für deren Spiele das Unternehmen zuletzt tätig war.
United Software wurde 1993 durch MicroProse Germany übernommen. 1998 erfolgte deren Übernahme von Hasbro, 2001 von Infogrames, die sich dann 2003 in Atari SA umbenannt haben.

## Entwickler- und Vertriebslabel
Speziell für von deutschen Programmierern auf C64 und Atari XL/XE entwickelte Software, wurde im November 1985 neben dem Hauptlabel Ariola noch das Label Axis geschaffen. Hinter Axis oder Axis Komputerkunst stand kein Ableger von Ariola, sondern eine Gruppe von zumeist nebenberuflichen Programmierern, die sich als Interessenverband organisiert hatten. Für den Vertrieb oder auch bei der Entwicklung, soweit gegenseitige Unterstützung nicht ausreichte, griff man auf die Softwareabteilung von Ariola als Partner zurück.
Die britische Ariolasoft UK Ltd. veröffentlichte zahlreiche Spiele nicht nur unter eigenem Label, sondern auch über
- 39 Steps (Bride of Frankenstein, Len Deighton's Blitzkrieg: The Game - From the ..., They Stole a Million)
- REAKTÖR Software (Centurions: Power X Treme, Challenge of the Gobots, Kolonialmacht, Mountie Mick's Deathride, The Rubicon Alliance)
- Viz Design (Frankenstein Jnr. und Werewolves of London).

## Veröffentlichte Spiele (Auszug)
| System             | Kürzel |
| ------------------ | ------ |
| Commodore Amiga    | AMI    |
| Apple II           | AP2    |
| Atari 8-Bit        | AT8    |
| Commodore VC 20    | C20    |
| Commodore 64       | C64    |
| Schneider CPC      | CPC    |
| PC-kompatibles DOS | DOS    |
| NEC PC-88          | PC88   |
| PC Booter          | PCB    |
| Atari ST           | ST     |
| ZX Spectrum        | ZX     |

| Name                                       | System                           | Entwickler                           | Hauptpublisher           | Genre                 | Jahr    |
| ------------------------------------------ | -------------------------------- | ------------------------------------ | ------------------------ | --------------------- | ------- |
| 0° Nord                                    | AT8, C64                         | Axis Komputerkunst                   | Ariolasoft               | Textadventure         | 1985    |
| Adventure Construction Set                 | C64                              | Electronic Arts                      | Electronic Arts          | Editor                | 1985    |
| Airline                                    | AT8, C64                         | Hans Jürgen Richstein, Holger Cordes | Ariolasoft               | Strategie             | 1986    |
| Alley Cat                                  | AT8, C64, PC88, PCB              | Synapse Software                     | Synapse Software         | Action                | 1983    |
| Archon: The Light and the Dark             | AMI, AP2, AT8, C64, CPC, PCB, ZX | Free Fall Associates                 | Electronic Arts          | Strategie             | 1983    |
| Archon II: Adept                           | AMI, AP2, AT8, C64, CPC, ZX      | Free Fall Associates                 | Electronic Arts          | Strategie             | 1984    |
| Aztec Challenge                            | AMI, AT8, C20, C64               | Cosmi                                | Cosmi                    | Geschicklichkeit      | 1982    |
| Batalyx                                    | C64                              | Llamasoft                            | Ariolasoft               | Action, Shooter       | 1985    |
| Blue Max                                   | AT8, C64                         | Synapse Software                     | Synapse Software         | Action                | 1984    |
| Camelot Warriors                           | CPC                              | Dinamic Software                     | Dinamic Software         | Jump ’n’ Run          | 1986    |
| Cavelord                                   | AT8                              | Axis Komputerkunst                   | Ariolasoft               | Action-Adventure      | 1985    |
| Caverns of Khafka                          | AT8, C64                         | Cosmi                                | Cosmi                    | Action, Arcade        | 1983    |
| Cromwell House                             | AT8, C64                         | Axis Komputerkunst                   | Ariolasoft               | Textadventure         | 1985    |
| Das Haus                                   | AMI, ST, DOS                     | Gunter Stadhagen                     | Ariolasoft               | Simulation            | 1990    |
| Das Magazin                                | AMI, AT8, C64, CPC               | Honey Design                         | Ariolasoft               | Simulation            | 1988    |
| Die Ralf Glau Edition                      | AMI, ST, C64                     | Ralf Glau                            | Ariolasoft               | Spielesammlung        | 1991    |
| David’s Midnight Magic                     | C64                              | Brøderbund                           | Brøderbund               | Action                | 1984    |
| Deactivators                               | C64, CPC, ZX                     | Tigress Marketing                    | Ariolasoft               | Strategie             | 1986    |
| Golf Construction Set                      | C64                              | Andromeda Software                   | Ariolasoft               | Editor                | 1985    |
| Hard Hat Mack                              | AT8, CPC                         | Michael Abbot, Matthew Alexander     | Electronic Arts          | Jump ’n’ Run          | 1983    |
| Hanse                                      | CPC, C64, DOS, ST, AMI           | Ralf Glau, Bernd Westphal            | Ariolasoft               | Wirtschaftssimulation | 1986    |
| Hellowoon: Das Geheimnis des Zauberstabs   | AMI, ST, C64                     | Dragonware Games                     | Ariolasoft               | Textadventure         | 1987    |
| Inspektor Griffu                           | AMI, ST, DOS                     | Tale Software                        | Ariolasoft               | Adventure, Detektiv   | 1990    |
| Invaders of the Lost Tomb                  | C64                              | Andromeda Software                   | Spinnaker Software       | Puzzle                | 1985    |
| Kaiser                                     | AT8, CPC, C64                    | Creative Computer Design             | Ariolasoft               | Wirtschaftssimulation | 1984    |
| Karateka                                   | CPC, ZX                          | Brøderbund                           | Brøderbund               | Action, Martial Arts  | 1984    |
| Lapis Philosophorum – Der Stein der Weisen | AT8, C64                         | Hans Jürgen Richstein, A. Veldkamp   | Ariolasoft               | Textadventure         | 1985    |
| Mrs. Mop                                   | C64                              | Reaktör Software                     | Ariolasoft               | Action                | 1987    |
| Ooze: Als die Geister mürbe wurden         | AMI                              | Dragonware Games                     | Dragonware Games         | Textadventure         | 1988    |
| Operation Whirlwind                        | AT8, C64                         | Brøderbund                           | Brøderbund               | Strategie             | 1983    |
| Panzadrome                                 | ZX, CPC                          | The RamJam Corp.                     | Ariolasoft               | Action                | 1985    |
| Peter Beardsley's International Football   | C64                              | Teque London                         | Grandslam Entertainments | Action, Sport         | 1988    |
| Quatbol                                    | AMI, ST                          | Art Edition                          | Ariolasoft               | Action                | 1990    |
| Racing Destruction Set                     | AT8, C64                         | Electronic Arts                      | Electronic Arts          | Editor                | 1985    |
| Raid on Bungeling Bay                      | C64                              | Brøderbund                           | Brøderbund               | Action, Shooter       | 1984    |
| Reederei                                   | AMI                              | Digital Artists                      | Ariolasoft               | Wirtschaftssimulation | 1988    |
| Robot Commander                            | AMI                              | Art Edition                          | Ariolasoft               | Echtzeitstrategie     | 1990    |
| Skyfox                                     | ZX, CPC                          | Raymond E. Tobey                     | Electronic Arts          | Simulation            | 1985–86 |
| Schreckenstein                             | AT8                              | Axis Komputerkunst                   | Ariolasoft               | Action-Adventure      | 1985    |
| Spelunker                                  | C64                              | Micro Graphic Image                  | Micro Graphic Image      | Jump ’n’ Run          | 1984    |
| The Mask of the Sun                        | AT8, C64                         | Ultrasoft                            | Brøderbund               | Adventure             | 1982    |
| They Stole a Million                       | CPC, C64, ZX                     | 39 Steps (Ariolasoft)                | Ariolasoft               | Puzzle                | 1986    |
| The Seven Cities of Gold                   | AT8, C64, AP2                    | Ozark Softscape                      | Electronic Arts          | Strategie             | 1984    |
| Shamus Case II                             | AT8                              | Synapse Software                     | Synapse Software         | Action                | 1983    |
| The Big Deal                               | AMI, C64                         | Radarsoft BV                         | Ariolasoft               | Strategie             | 1986    |
| Think!                                     | CPC, ZX                          | The RamJAm Corp.                     | Ariolasoft               | Puzzle                | 1985    |
| Vermeer                                    | CPC, AMI, ST, C64, DOS           | Ralf Glau                            | Ariolasoft               | Wirtschaftssimulation | 1987    |
| Werner: Let's go                           | CPC, C64                         | Micro-Partner Software               | Ariolasoft               | Action                | 1986    |
| Yuppi's Revenge                            | AMI, ST, C64, DOS                | Ralf Glau                            | Ariolasoft               | Wirtschaftssimulation | 1988    |
| Zombies                                    | ZX                               | BRAM Inc.                            | Electronic Arts          | Puzzle                | 1985    |